# Bitva ve Filipínském moři
Bitva ve Filipínském moři byla jednou z námořních bitev druhé světové války v Tichomoří mezi americkým a japonským námořnictvem. Jednalo se o poslední bitvu, ve které bylo císařské námořnictvo schopné masově nasadit své letadlové lodě. Bitva se uskutečnila 19.–20. června 1944 ve Filipínském moři v počátku americké invaze na Mariany. Tato bitva byla pátou (a de facto poslední) velkou bitvou letadlových lodí během války v Tichomoří.
Akce skončila katastrofou pro japonské námořnictvo, které ztratilo 3 letadlové lodě (z toho dvě akcí amerických ponorek) a velké množství letadel a pilotů. Po této bitvě už hrály japonské letadlové lodě jen podružnou roli.
Pro první den bitvy se vžil název „velké střílení krocanů na Marianách“ (Great Marianas Turkey Shoot), neboť většina japonských letadel, která se zúčastnila bitvy, byla proti americkým protějškům zastaralá, ovládali je nezkušení piloti a byla ve značné početní nevýhodě. Tato fakta vedla k tomu, že Američané sestřelovali jedno japonské letadlo za druhým. Jeden z amerických pilotů po přistání poznamenal, že to bylo jako střílení krocanů.

## Plán operace A-gó a japonské síly
V září 1943 rozhodl japonský hlavní stan, že přišla chvíle, kdy je třeba převzít iniciativu. Operace A-gó (あ号作戦, A-gó sakusen) měla začít někdy začátkem roku 1944 a spočívala ve spolupráci námořních a pozemních leteckých sil. Dne 3. května byla operace odložena na neurčito. Když 15. června zahájili Američané invazi na Saipan, rozhodl Tojoda o zahájení operace. Velitel 1. mobilního loďstva viceadmirál Džisaburó Ozawa měl k dispozici tyto svazy:
- Předsunutý svaz – velitel viceadmirál Takeo Kurita
  - letadlové lodě Čitose, Čijoda a Zuihó
  - bitevní lodě Jamato, Musaši, Haruna a Kongó
  - těžké křižníky Atago, Čókai, Takao, Maja, Kumano, Suzuja, Tone a Čikuma
  - lehký křižník Noširo
  - 8 torpédoborců

- Svaz A – velitel viceadmirál Džisaburó Ozawa
  - letadlové lodě Taihó, Šókaku a Zuikaku
  - těžké křižníky Mjókó a Haguro
  - lehký křižník Jahagi
  - 7 torpédoborců

- Svaz B – velitel viceadmirál Takacugu Džódžima
  - letadlové lodě Džunjó, Hijó a Rjúhó
  - bitevní loď Nagato
  - hybridní těžký křižník Mogami
  - 16 torpédoborců
  - 6 tankerů

## Složení amerických jednotek
Japonská plavidla byla zpozorována 15. června americkými ponorkami. Velitel 5. loďstva Raymond A. Spruance se rozhodl zůstat u vyloďujících se jednotek. K dispozici měl operační svaz letadlových lodí TF 58, jemuž velel viceadmirál Marc A. Mitscher. TF 58 se skládal z těchto operačních skupin:
- TG 58.1 – velitel kontradmirál Joseph J. Clark
  - letadlové lodě Hornet, Yorktown, Belleau Wood a Bataan
  - křižníky Boston, Baltimore, Canberra, San Juan a Oakland
  - 14 torpédoborců

- TG 58.2 – velitel kontradmirál Alfred E. Montgomery
  - letadlové lodě Bunker Hill, Wasp, Monterey a Cabot
  - křižníky Santa Fe, Mobile a Biloxi
  - 12 torpédoborců

- TG 58.3 – velitel kontradmirál John W. Reeves
  - letadlové lodě Enterprise, Lexington, San Jacinto a Princeton
  - křižníky Indianapolis, Reno, Montpelier, Cleveland a Birmingham
  - 13 torpédoborců

- TG 58.4 – velitel kontradmirál William K. Harrill
  - letadlové lodě Essex, Langley a Cowpens
  - křižníky San Diego, Vincennes, Houston a Miami
  - 14 torpédoborců

- TG 58.7 – velitel viceadmirál Willis A. Lee
  - bitevní lodě Washington, North Carolina, Iowa, New Jersey, Indiana, South Dakota a Alabama
  - křižníky Wichita, Minneapolis, New Orleans a San Francisco
  - 14 torpédoborců

Dále v oblasti působil svaz hlídkových ponorek (TF 17), kterému velel viceadmirál Charles A. Lockwood s 18 ponorkami a ponorky 7. loďstva pod velením kontradmirála Christieho s 9 ponorkami.

## Japonské útoky
19. června ráno našel průzkumný letoun z Guamu americké letadlové lodě a všech 30 letounů, které byly na Guamu, odstartovalo. Nedosáhly však žádného úspěchu a většina z nich byla sestřelena. Spruance očekával další útoky poslal do vzduchu většinu svých stíhaček, celkem 450 strojů.
Z japonských letadlových lodí odstartovala v 8:30 první vlna 16 stíhaček Zeke, 45 stíhacích bombardérů Zeke a 8 torpédových bombardérů Jill. Druhá vlna odstartovala v 8:56 byla složena z 48 stíhaček Zero, 53 střemhlavých Judy a 27 torpédových Jill. Třetí vlna odstartovala v 10:00 a byla složena z 15 stíhaček Zero, 25 stíhacích bombardérů Zeke a 7 torpédových letounů Jill. Čtvrtá vlna odstartovala v 11:00 a byla složena z 30 stíhaček Zero, 15 stíhacích bombardérů Zeke 9 střemhlavých Judy, 27 střemhlavých Val a 6 torpédových letounů Jill. Většina japonských letadel byla sestřelena americkými stíhači, nebo protileteckou obranou. Ty, které se dostaly až nad americké lodě, nezpůsobily žádné větší škody. Celkem přišli Japonci o 293 letadel a Američané o 30 letadel.

## Americké ponorky
Americké velení rozmístilo ponorky Albacore, Cavalla, Finback, Bang a Stingray na místo, kudy předpokládaly, že bude muset japonský svaz proplout. Později rozmístění zkorigovaly a 19. června v 8:16 zpozorovala ponorka Albacore japonské lodě. V 9:09 Albacore odpálila 6 torpéd na nejbližší letadlovou loď a ponořila se. Letadlová loď Taihó byla zasažena dvěma torpédy a po sedmnácté hodině po sérii výbuchů se potopila. Ve 12:20 vypustila ponorka Cavalla 6 torpéd, z nichž 3 zasáhly letadlovou loď Šókaku. V 15:01 zmizela Šókaku pod hladinou. Admirál Ozawa přesedl na křižník Haguro.

## Americký protiúder
20. června v 15:40 nalezl americký průzkumný letoun japonské letadlové lodě. V 16:10 odstartovala americká útočná vlna 216 letadel složená z 85 stíhaček, 77 střemhlavých a 54 torpédových bombardérů. Americká letadla potopila letadlovou loď Hijó a tankery Genjó Maru a Seijó Maru. Poškodily letadlové lodi Zuikaku a Čijodu, bitevní loď Haruna a křižník Maja. Navíc se Američanům podařilo sestřelit 40 japonských letadel, při ztrátě 20 vlastních. Mnoha americkým letadlům došlo na zpáteční cestě palivo a téměř 80 letadel (17 Hellcat, 35 Helldiver a 20 Avenger) muselo přistát na moři, nebo havarovalo při přistání.